# Лубегина, Зоя Петровна
Зоя Петровна Лубегина (1919—2012) — доктор медицинских наук, профессор, Заслуженный деятель науки РСФСР, член Научного совета по травматологии и ортопедии АМН СССР, член Ученого совета Минздрава России, член правления Всесоюзного общества травматологов-ортопедов.

## Биография
После окончания семи классов в школе поступила в медицинский техникум Кирова.
В 1936 году переехала с семьей из Кирова в Свердловск и поступила в институт, затем продолжила обучение в Куйбышевской военно-медицинской академии.
В 1941 году, не окончив курс, была направлена хирургом в действующую армию.
В 1942 году была демобилизована, вернулась в Свердловск и начала работать в УНИТО под руководством директора института профессора В. Д. Чаклина.
В 1959 году стала директором Института травматологии и ортопедии и проработала в этой должности 27 лет.
С 1959 г. — председатель межобластного центра по борьбе с полиомиелитом.
В 1982 г. З. П. Лубегиной было присвоено почетное звание «Заслуженный деятель науки РСФСР».
За те годы, что З.П Лубегина была директором института очень продвинулось развитие детской ортопедической службы. В каждой из областей развернуты детские ортопедические койки, специализированные санатории и школы-интернаты.
Скончалась 6 мая 2012 года, похоронена на Сибирском кладбище Екатеринбурга.
Награждена орденами Отечественной войны II степени, «Знак Почета», Дружбы народов и 18 медалями, в том числе медалью «За трудовую доблесть» (06.03.1954).

## Научная деятельность
В 1951 г. защитила кандидатскую диссертацию.
Автор 120 научных работ, в том числе двух монографий. Под её руководством выполнено 5 докторских и 17 кандидатских диссертаций.
В 1959 году благодаря инициативе Зои Петровны были открыты лаборатории консервации тканей. В 1964 году лаборатории биомеханики, в 1968 году отделение анестезиологии и реанимации, а в 1969 году первый на Урале патентно-информационный отдел.
В 1966 году создана проблемная лаборатория по изучению регенерации костной ткани. Руководителем этой лаборатории был Г. А. Илизаров.
В 1969 году лаборатория преобразована в филиал Ленинградского НИИТО им. Р. Р. Вредена, а в 1971 г. стала самостоятельным НИИ экспериментальной травматологии и ортопедии. В настоящее время этот институт известен во всем мире как РНЦ «Восстановительной травматологии и ортопедии им. акад. Г. А. Илизарова».
В 1980 г. в институте было открыто специализированное отделение по применению и внедрению чрескостного остеосинтеза в клиническую практику, в котором было разработано много новых авторских технологий с использованием аппаратов внешней фиксации, что обеспечило повышение эффективности лечения и возвращение к труду многих пациентов
Благодаря её личному участию в Свердловске открылись первые три школы-интерната для детей с заболеваниями опорно-двигательного аппарата и сколиозом, а школа для детей с врожденными расщелинами лица и нёба стала первой в стране. Всего же на Урале были организованы семь таких школ-интернатов.

## Монографии
- «Профилактика и лечение деформаций стоп после полиомиелита» (1964)
- «Успехи травматологии и ортопедии на Урале» (1969)